# Arsínoe de Cirene
|  | Per a altres significats, vegeu «Arsinoe». |

Arsínoe de Cirene (en llatí Arsinoe, en grec antic Ἀρσινόη, "Arsinóe") coneguda també per Apama de Cirene (Apama, Ἀπάμα) fou la dona del rei Magas de Cirene.
Per posar fi a les disputes amb son germanastre Ptolemeu II Filadelf, Magas va donar a la seva única filla Berenice en matrimoni al fill de Ptolemeu II, però el rei de Cirene va morir abans que el matrimoni es fes efectiu (258 aC) i llavors la vídua Arsínoe o Apama va negociar l'enllaç de la seva filla amb el príncep macedoni Demetri el Bell, fill bastard de Demetri Poliorcetes i germanastre d'Antígon Gònates, que seria rei de Cirene.
Demetri era molt guapo i Arsínoe se'n va enamorar i encara que era el marit de la seva filla el va convertir en el seu amant. La jove Berenice llavors va preparar una revolta que va esclatar abans del 250 aC. Arsínoe va ser sorpresa a la seva habitació amb Demetri que immediatament va caure assassinat. Arsínoe no va morir en aquesta ocasió i la data de la seva mort és desconeguda. Berenice es va casar llavors amb el fill de Ptolemeu II, Ptolemeu III Evèrgetes I.
No se sap de quina família era aquesta Arsínoe. Niebuhr (Kleine Schriften, pàgina 230) emet la teoria de què es tractaria d'Arsínoe I que després d'un temps desterrada a Coptos després el 274 aC hauria anat a Cirene i s'hauria casat amb Magas.